# Manuel da Nóbrega
Pour les articles homonymes, voir Nobrega.
Manuel da Nóbrega, né le 18 octobre 1517 à Sanfins do Douro (Portugal) et décédé le 18 octobre 1570 (jour de son 53e anniversaire) à Rio de Janeiro, est un prêtre jésuite portugais, responsable de la première mission jésuite en Amérique. Les lettres qu'il envoie à ses supérieurs sont des documents historiques sur la colonisation du Brésil et l'action des jésuites au XVIe siècle. 

## Biographie
Il étudie à l'université de Salamanque et à celle de Coimbra, se formant en droit canon et philosophie en 1541.
Ordonné prêtre dans la Compagnie de Jésus, il embarque en 1549 dans la flotte de Tomé de Sousa. Il est l'ami et conseiller de ce dernier et de Mem de Sá. Sa mission, menée au nom de la couronne, est d'évangeliser les Amérindiens dans la colonie portugaise du Brésil. Il est considéré comme le fondateur des villes de Salvador (Bahia) et de Rio de Janeiro et conseille Mem de Sá dans la lutte contre les Français. 
Son plus grand « mérite »[réf. nécessaire], en plus de ses voyages continuels, de São Vicente à l'actuel État du Pernambouc, est de stimuler la conquête de l'intérieur, dépassant et pénétrant dans la Serra do Mar. Il est le premier à donner l'exemple en montant au plateau de Piratininga pour y établir le Pátio do Colégio, marquant en 1554 la fondation de la ville de São Paulo. 
L'asservissement des Amérindiens, d'abord pratiqué dès 1530 par les colonisateurs privés pour s'enrichir personnellement, bénéficie à son époque d'une « justification idéologique », élaborée par les missionnaires jésuites, chargés de l'évangélisation des indigènes, comme Manuel da Nóbrega et José de Anchieta. La mission jésuite fait ainsi de l'esclavage une « modalité » de travail désormais possible et largement pratiquée puis un véritable « système de travail », organisé autour de villages jésuites autonomes, se prévalant d'une « conversion meilleure et plus facile au christianisme » des Indiens, projet dirigé par Manuel da Nóbrega. L'esclavage fera cependant l'objet de diverses formes d'opposition (violence, évasions, indiscipline, etc.) après plusieurs décennies.
En 1563, avec José de Anchieta, il « pacifie »[réf. nécessaire] les Tamoios, qui retirent leur appui aux envahisseurs français qui sont finalement vaincus.
Il participe à la fondation de la ville de Rio de Janeiro avec Estácio de Sá et y construit un collège jésuite. Les écrits de Manuel da Nóbrega constituent la première œuvre littéraire produite au Brésil. Ses lettres racontent le début de l'histoire du peuple brésilien du point de vue d'un chargé d'enseignement du catéchisme.